# Elvitegravir
Elvitegravir (INN, ook bekend als EVG, en in de ontwikkelingsfase als GS-9137) is een geneesmiddel dat als onderdeel van HAART gebruikt wordt voor de behandeling van hiv. Het middel is ontwikkeld door Gilead Sciences, die hiervoor in maart 2008 licentie verkreeg van Japan Tobacco.
Binnen de hiv-remmers behoort elvitegravir tot de klasse van de integraseremmers. Integrase is een retroviraal enzym dat ervoor zorgt dat hiv-DNA in het DNA van de geïnfecteerde cel geïntegreerd wordt. Door integrase aan te vallen remt elvitegravir de vermenigvuldiging van hiv, waardoor de infectie (bij therapeutisch succes blijvend) onderdrukt wordt. Het geneest de hiv-infectie echter niet; zodra met antiretrovirale medicatie wordt gestopt, zal het virus opnieuw de kop op steken.
Elvitegravir wordt altijd toegediend in combinatie met een booster. Een booster vertraagt de afbraak van een geneesmiddel door specifieke leverenzymen te remmen. Hierdoor kan met een lagere dosis van het middel volstaan worden. Boosters die in combinatie met elvitegravir gebruikt kunnen worden zijn cobicistat en ritonavir.
Elvitegravir was als eerst beschikbaar als onderdeel van de vaste dosiscombinatie elvitegravir/cobicistat/emtricitabine/tenofovir disoproxil (merknaam Stribild). Dit middel werd in augustus 2012 goedgekeurd door de FDA (Verenigde Staten) en in mei 2013 door het EMA (Europese Unie). In november 2013 verleende het EMA bovendien een registratie voor elvitegravir in tabletten van 85 en 150 mg. Terwijl Stribild alleen is geregistreerd voor therapie-naïeve patiënten (die nog niet eerder andere hiv-remmers hebben gebruikt), is elvitegravir als los middel (merknaam Vitekta) primair bedoeld voor patiënten bij wie eerdere behandeling gefaald heeft.
Elvitegravir is (na raltegravir) de tweede integraseremmer op de markt voor de behandeling van hiv. 